# Delfí Geli
Delfí Geli i Roura (Salt, 22 aprile 1969) è un ex calciatore spagnolo, di ruolo difensore.

## Carriera

### Club
Nei primi anni della sua carriera giocò in Catalogna come attaccante. La sua prima squadra fu il Girona, poi nel 1989 entrò nelle giovanili del Barcellona e giocò fino al 1991 nel Barcellona B segnando molti gol. Il 31 gennaio 1990 gioco la sua prima e ultima partita con il Barcellona ed esordì in Primera División, quando Johan Cruijff lo schierò al Camp Nou in una partita contro il Real Oviedo che terminò con il risultato di 0-0.
Nel 1991 passò all'Albacete, squadra castigliana che partecipava per la prima volta alla Primera División. L'allenatore Benito Floro cambiò il ruolo di Geli, che diventò prima difensore centrale e poi terzino destro. Nella prima stagione in massima serie dell'Albacete Geli giocò 32 partite e segnò 3 gol. Nel 1992 diventò il primo giocatore dell'Albacete a giocare in Nazionale. Restò ad Albacete per tre stagioni, giocando 103 partite (101 da titolare) e segnando 9 gol.
Le sue buone prestazioni attirarono l'interesse dell'Atlético Madrid, che lo acquistò nel 1994. Anche a Madrid fu titolare e nella stagione 1995-1996 contribuì alla realizzazione del "doblete" dell'Atlético, che vinse sia il campionato sia la Coppa del Re. Nella stagione successiva giocò 8 partite in Champions League, dove la squadra di Madrid fu eliminata ai quarti di finale dagli olandesi dell'Ajax.
Nella stagione 1999-2000, a 30 anni, tornò all'Albacete per una stagione. In Segunda División giocò 23 partite e segnò 6 gol. Nel 2000 passò all'Alavés e fu uno dei protagonisti della stagione della squadra basca, che raggiunse sorprendentemente la finale di Coppa UEFA (tra le avversarie incontrate durante questo percorso, vi fu anche l'Inter). La finale si giocò al Westfalenstadion di Dortmund, in Germania, e gli spagnoli sfidarono gli inglesi del Liverpool. Alla fine del tempo regolamentare le due squadre erano in parità, avendo raggiunto un combattuto risultato di 4-4, perciò si andò ai tempi supplementari e la vittoria si decise con il golden goal: al minuto 117' Geli deviò involontariamente di testa nella propria porta un calcio di punizione battuto da Gary McAllister, così il Liverpool vinse la sua terza Coppa UEFA e completò il treble in quella stagione.
Geli restò all'Alavés fino al 2003, quando la squadra arrivò penultima e retrocesse in Segunda División. Tornò quindi al Girona, dove chiuse la carriera nel 2005.

### Nazionale
Il 15 gennaio 1992 esordì con la Nazionale spagnola scendendo in campo in un'amichevole giocata a Torres Novas contro il Portogallo che terminò 0-0. Vestì per l'ultima volta la maglia della Nazionale il 27 gennaio 1993, a Las Palmas de Gran Canaria contro il Messico. In totale giocò quattro partite, tutte amichevoli, senza mai segnare. Collezionò inoltre anche due presenze con la Selezione della Catalogna.

## Palmarès

### Club
- Coppa di Spagna: 2

Barcellona: 1989-1990
Atlético Madrid: 1995-1996
- Campionato spagnolo: 1

Atlético Madrid: 1995-1996

### Individuale
- Premio Don Balón (Giocatore rivelazione)

1991-1992